# Mimodriopea fuscofasciata
Mimodriopea fuscofasciata là một loài bọ cánh cứng trong họ Cerambycidae.